# Centro de Convenciones Aburrá Sur (Itagüí)
El Centro de Convenciones Aburrá  Sur  es una obra de la Cámara de Comercio Aburrá Sur situado en el centro de la ciudad de Itagüí en Colombia.  Es un punto de encuentro al servicio de relaciones duraderas, del posicionamiento organizacional y del intercambio de ideas y proyectos que potencien los negocios y la sostenibilidad empresarial. El lugar donde se hace posible la realización de eventos impecables y sin preocupaciones. 

## Historia
En vista de la dinámica de la Ciudad Región y el fortalecimiento del Cluster de Turismo de Ferias, Convenciones y Negocios del Valle de Aburrá, la Cámara de Comercio Aburrá Sur se impuso, desde hace varios años, la tarea de consolidar un Centro de Convenciones que le permitiera proyectar la oferta de productos y servicios de su comunidad empresarial y comercial, así como la potencialidad creativa de sus comunidades hacia el país y el mundo. 
Una inversión cercana a los 18 mil millones de pesos y poco más de 22 meses de labores en los que se generaron 250 trabajos directos y 800 indirectos, dio vida en abril de 2008 a este gran proyecto que es hoy el CENTRO DE CONVENCIONES ABURRA SUR.
Este complejo consta de un edificio de 6 pisos en los que se integran: un Auditorio para 500 personas modulable en tres (3) Salas; 8 Salas de Comisiones, Sala VIP, Sala de Prensa, 2 grandes salones para 400 y 600 personas, Parque de la Lluvia, Hall Cultural con capacidad para 500 personas, Salas Administrativas, Salas para Operadores Externos, y 89 parqueaderos, entre otros amoblamientos.
Ubicado a 20 minutos del Aeropuerto Enrique Olaya Herrera de Medellín, a 45 minutos del Aeropuerto Internacional José María Córdoba, a 20 minutos de  de Oro, en el sector hotelero de El Poblado y a 35 minutos de la zona hotelera del centro de la capital antioqueña; el Centro de Convenciones ha sido diseñado con amplios espacios multifuncionales, dotados de la más moderna tecnología de comunicación, que lo convierten en una importante plataforma regional para la realización de congresos, ferias, exposiciones, convenciones, seminarios, ruedas de negocios, conciertos, y eventos sociales, con una capacidad de albergue total cercana a las 2.000 personas.